# Hylaeus muranus
Hylaeus muranus är en biart som först beskrevs av Warncke 1970.  Hylaeus muranus ingår i släktet citronbin, och familjen korttungebin. Inga underarter finns listade i Catalogue of Life.